# Issa Album
Issa Album este albumul de studio de debut al rapper-ului 21 Savage. A fost lansat pe 7 iulie 2017, prin casa de discuri Slaughter Gang și distribuit de Epic Records. Albumul a fost produs de colaboratorii frecventi al lui 21 Savage, Metro Boomin, alături de Southside, Pi'erre Bourne, Zaytoven, Wheezy, DJ Mustard dar și el a contribuit la producere. A succedat EP-ul colaborativ cu Metro Boomin, Savage Mode (2016).
Issa Album a fost susținut de single-ul principal, „Bank Account”. Albumul s-a clasat pe numărul doi pe Billboard 200 din SUA și a primit recenzii în general pozitive din partea criticilor.

## Context
Pe 9 februarie 2017, 21 Savage a anunțat titlul albumului. Pe 29 iunie, 21 Savage a dezvăluit coperta albumului, împreună cu data lansării. Pe 2 iulie 2017, 21 Savage a confirmat producătorii albumului

## Single-uri
Singurul single al albumului, „Bank Account”, a fost lansat pe Rhythmic Top 40 pe 8 august 2017. Piesa a atins numărul 12 pe Billboard Hot 100 din SUA.

### Alte cântece
"Issa" cu Young Thug și Drake, a fost un single planificat care ar fi trebuit să fie lansat pe albumul lui 21 Savage. Pe 19 decembrie 2016, Young Thug a postat un videoclip care confirmă că va colabora cu 21 Savage pe albumul său de studio de debut. Cu toate acestea, în mai 2017, piesa originală a fost piratată online și i-a făcut pe mulți fani să nu știe ce melodie se află pe album. De asemenea, s-a confirmat faptul că 21 Savage a scos melodia din albumul său de studio.

## Recenzii
Issa Album  a fost primit cu recenzii în general pozitive. Metacritic, care atribuie un rating normalizat din 100, revizuirilor din publicațiile mainstream, albumul a primit un scor mediu de 70, pe baza a 10 recenzii. AnyDecentMusic? i-a acordat 6,5 din 10, pe baza evaluării consensului critic. Album of the Year a evaluat i-a acordat 64 din 100, pe baza a 11 recenzii.
Pe XXL, Scott Glaysher a susținut că artistul „reușește să realizeze un proiect destul de concis cu Issa Album despre toate lucrurile care îl fac un rapper atât de convingător în peisajul hip-hop de astăzi”. Jurnalistul revistei Exclaim!, M.T. Richards a scris că „forța lui Savage de a simți anumite persoane nu poate fi supraevaluată”. 
Corrigan B de la Tiny Mix Tapes a menționat: „În ciuda așteptărilor, este o bucurie totală să asculți - o simplă afișare a sunetului lui 21 Savage când se distrează cântând”. 
Jon Caramanica de la The New York Times a scris o recenzie pozitivă, „Issa Album conține unele dintre cele mai bune și mai pe deplin realizate melodii ale lui Savage până în prezent - în special „Bank Account” și „Bad Business”. 
Justin Ivey, de la HipHopDX, a declarat: „Steaua în devenire ar fi putut cu siguranță să stea în siguranță și să rămână la o formulă câștigătoare, care rămâne un argument puternic (adică „Bank Account” și „Close My Eyes”). În schimb, el s-a ambiționat să fie mai bun din punct de vedere muzical. În timp ce experimentele sale nu au produs rezultate dinamice, rezultatele pozitive umbresc pe cele negative."
Steve Juon "Flash" de la RapReviews a spus "Bun sau rău, albumul atinge uneori o anumită uniformitate blândă, rămânând atât de fidel esteticii trap-ului și prin faptul că Metro Boomin produce foarte multă muzică. Nu este conceput prost, ci este doar că totul se termină devenind un pic monoton dacă nu-l alterați și/sau nu amestecați în unele melodii ale altor artiști. " 
Sheldon Pearce de la Pitchfork afirmă: "Este atât de convingător când sapa mai adânc în psihicul său în acest fel, oferind mai mult decât superficialitate, dar nu sunt suficiente aceste momente pentru a susține Issa Album, care este la fel de simplu ca titlul său."
Într-o recenzie mixtă, Neil Z. Yeung de AllMusic a declarat: "În general, Issa este o declarație competentă care demonstrează promisiunea tânărului rapper". 
Brian Josephs de la Spin a spus: „Issa Album nu trebuie să fie The Infamous, dar ar fi putut beneficia de o direcție mai clară și mai strânsă”.
Jurnalistul Wren Graves de la Consequence of Sound a criticat albumul spunând „ode repetitive pentru a fi cel mai tare, a avea relații sexuale și a obține mulți bani”.

## Performanța comercială
Issa Album a debutat pe numărul doi pe Billboard 200 din SUA, cu 77.000 de unități echivalente de album, din care 22.000 au fost vânzări de album pur. Pe 19 octombrie 2017, albumul a fost certificat cu aur de către Recording Industry Association of America (RIAA), pentru vânzări combinate și unități echivalente de album de peste 500.000 de unități.

## Lista de melodii
| Lista melodiilor de pe Issa Album |                   |                             |         |  |
| Nr.                               | Titlu             | Producer(s)                 | Lungime |  |
| 1.                                | „Famous”          | Metro Boomin Zaytoven       | 3:54    |  |
| 2.                                | „Bank Account”    | 21 Savage Metro Boomin      | 3:40    |  |
| 3.                                | „Close My Eyes”   | Metro Boomin                | 4:52    |  |
| 4.                                | „Bad Business”    | Southside Jake One Sam Wish | 2:42    |  |
| 5.                                | „Baby Girl”       | Pi'erre Bourne              | 2:49    |  |
| 6.                                | „Thug Life”       | Metro Boomin                | 4:23    |  |
| 7.                                | „FaceTime”        | DJ Mustard Twice as Nice    | 3:59    |  |
| 8.                                | „Nothin New”      | Metro Boomin Zaytoven       | 3:39    |  |
| 9.                                | „Numb”            | Metro Boomin                | 4:31    |  |
| 10.                               | „Dead People”     | Southside Jake One          | 2:27    |  |
| 11.                               | „Money Convo”     | Metro Boomin                | 3:33    |  |
| 12.                               | „Special”         | Wheezy                      | 3:37    |  |
| 13.                               | „Whole Lot”       | Metro Boomin Cubeatz        | 5:13    |  |
| 14.                               | „7 Min Freestyle” | Metro Boomin Southside      | 7:11    |  |
| Lungime totală:                   | Lungime totală:   | Lungime totală:             | 56:30   |  |

## Performanțe
| Clasament (2017)                         | Cea mai bună poziție |
| ---------------------------------------- | -------------------- |
| Australian Albums (ARIA)                 | 42                   |
| Belgian Albums (Ultratop Flanders)       | 56                   |
| Belgian Albums (Ultratop Wallonia)       | 195                  |
| Canadian Albums (Billboard)              | 8                    |
| Czech Albums (ČNS IFPI)                  | 74                   |
| Danish Albums (Hitlisten)                | 29                   |
| Dutch Albums (Album Top 100)             | 22                   |
| Finnish Albums (Suomen virallinen lista) | 23                   |
| French Albums (SNEP)                     | 106                  |
| Italian Albums (FIMI)                    | 76                   |
| New Zealand Albums (RMNZ)                | 27                   |
| Norwegian Albums (VG-lista)              | 22                   |
| Swedish Albums (Sverigetopplistan)       | 37                   |
| UK Albums (OCC)                          | 42                   |
| US Billboard 200                         | 2                    |
| US Top R&B/Hip-Hop Albums (Billboard)    | 2                    |
| US Top Rap Albums (Billboard)            | 2                    |

## Certificații
| Regiuni               | Certificații | Vânzări |
| --------------------- | ------------ | ------- |
| Canada (Music Canada) | Platină      | 80,000  |
| Statele Unite (RIAA)  | Aur          | 500,000 |
|                       |              |         |